# Trần Lưu
Trần Lưu (chữ Hán: 陳留; trị vì: 534 TCN), tên thật là Quy Lưu (媯留), là vị vua thứ 23 của nước Trần – chư hầu nhà Chu trong lịch sử Trung Quốc.

## Biến loạn nước Trần
Quy Lưu là con thứ của Trần Ai công – vua thứ 23 nước Trần. Mẹ ông được vua cha yêu quý, bèn giao ông cho 2 chú là công tử Chiêu và công tử Quá chăm sóc.
Năm 534 TCN, Trần Ai công ốm nặng. Công tử Chiêu và công tử Quá bèn giết anh ông là thế tử Yển Sư, lập ông làm thế tử. Trần Ai công nghe tin công tử Chiêu tự ý giết thế tử Yển Sư, muốn trị tội. Công tử Chiêu bèn mang quân chống lại. Trần Ai công phẫn uất thắt cổ tự vẫn.
Công tử Chiêu và công tử Quá lập Quy Lưu lên ngôi. Được 4 tháng, em ông là công tử Thắng sang tố cáo với Sở Linh vương về việc trong nước. Sở Linh vương nghe tin bèn sai công tử Khí Tật mang quân đánh nước Trần.
Trước sức mạnh của quân Sở, Trần Lưu liệu thế không chống nổi, bèn bỏ chạy sang nước Trịnh. Công tử Chiêu đổ lỗi cho công tử Quá rồi giết đi.
Tháng 9 năm đó công tử Khí Tật nước Sở tiến vào đánh chiếm nước Trần, diệt nước Trần, bắt công tử Chiêu đày sang nước Việt. Sở Linh vương phong Khí Tật làm Trần công cai trị nước Trần.
Không rõ sau này Trần Lưu mất năm nào. Ông chỉ làm vua được vài tháng.
Được 5 năm, Trần công Khí Tật nhân lúc Sở Linh vương đi đánh nước Từ, bèn làm binh biến giết Linh vương lên làm vua Sở, tức là Sở Bình vương. Năm 529 TCN, Sở Bình vương muốn kết thân với chư hầu, bèn trả lại nước Trần cho họ Quy, bèn tìm con thế tử Yển Sư (tức cháu nội của Trần Ai công) là Quy Ngô lập làm vua, tức là Trần Huệ công.